# Colonna sonora di Guardiani della Galassia
La colonna sonora di Guardiani della Galassia è composta da musiche originali composte per il film Guardiani della Galassia dei Marvel Studios da Tyler Bates e da altre canzoni presenti nel walkman di Peter Quill nel film più un brano musicale presente nel trailer.
I brani di Bates sono raccolti nell'album Guardians of the Galaxy (Original Score), distribuito dalla Hollywood Records il 29 luglio 2014. 
Le "canzoni del walkman" sono state invece raccolte nell'album Guardians of the Galaxy: Awesome Mix Vol. 1 (Original Motion Picture Soundtrack), distribuito anch'esso dalla Hollywood Records e dalla Marvel Music; l'album è stato distribuito lo stesso giorno
Anche Spirit in the Sky, che è presente nel trailer, fa parte del secondo album. Awesome Mix Vol. 1 ha raggiunto il primo posto nella classifica US Billboard 200, diventando il primo album nella storia contenente canzoni già pubblicate a raggiungere tale traguardo.
Nello stesso giorno è uscita anche un'edizione deluxe contenente entrambi gli album.

## Produzione
Nell'agosto 2013 il regista del film, James Gunn, scrisse su Facebook che Tyler Bates avrebbe composto le musiche per il film. Gunn disse che Bates avrebbe composto alcune musiche prima delle riprese in modo da poter girare sentendo la musica sul set. Nel febbraio 2014 Gunn ha rivelato che nel film ci sarebbero state diverse canzoni dagli anni settanta e ottanta prese dal walkman di Peter Quill, come Hooked on a Feeling, e che saranno un modo per il personaggio di avere un legame con la Terra e con la famiglia persa. Nel maggio 2014 Gunn ha aggiunto che l'uso delle canzoni è un punto di riferimento culturale per Quill, spiegando che "crea un bilanciamento per tutto il film, in un modo che è unico ma al tempo stesso facilmente accessibile a tutte le persone. La musica e tutti i ricordi della Terra sono quelle cose che ci fanno ricordare che Quill è una persona vera dal pianeta Terra come me e te. Solo che lui si trova in questa grande avventura nello spazio.
Durante le riprese sono state usate sul set anche Never Been to Spain dei Three Dog Night, Magic dei Pilot e Livin' Thing della Electric Light Orchestra; tuttavia le scene in cui erano usate sono state tagliate dal montaggio finale del film. Inizialmente Wichita Lineman di Glen Campbell e Mama Told Me (Not to Come) dei Three Dog Night sono state considerate come alternative al posto di Moonage Daydream. Inoltre Fox on the Run degli Sweet e Surrender dei Cheap Trick sono state prese in considerazione per il film.

## Guardians of the Galaxy: Awesome Mix Vol. 1 (Original Motion Picture Soundtrack)
Tutte le canzoni sono presenti nel film.
1. Blue Swede – Hooked on a Feeling – 2:48
2. Raspberries – Go All the Way – 3:10
3. Norman Greenbaum – Spirit in the Sky – 3:57
4. David Bowie – Moonage Daydream – 4:47
5. Elvin Bishop – Fooled Around and Fell in Love – 4:35
6. 10cc – I'm Not in Love – 6:10
7. The Jackson 5 – I Want You Back – 2:59
8. Redbone – Come and Get Your Love – 4:27
9. The Runaways – Cherry Bomb – 2:19
10. Rupert Holmes – Escape (The Piña Colada Song) – 4:34
11. Five Stairsteps – O-o-h Child – 3:11
12. Marvin Gaye & Tammi Terrell – Ain't No Mountain High Enough – 2:28

## Guardians of the Galaxy (Original Score)
Musiche di Tyler Bates.
1. Morag – 1:58
2. The Final Battle Begins – 4:21
3. Plasma Ball – 1:18
4. Quill's Big Retreat – 1:38
5. To the Stars – 2:52
6. Ronan's Theme – 2:24
7. Everyone's an Idiot – 1:26
8. What a Bunch of A-Holes – 2:14
9. Busted – 1:34
10. The New Meat – 0:36
11. The Destroyer – 1:27
12. Sanctuary – 2:26
13. The Kyln Escape – 7:23
14. Don't Mess With My Walkman – 0:44
15. The Great Companion – 0:51
16. The Road to Knowhere – 0:37
17. The Collector – 3:20
18. Ronan's Arrival – 0:56
19. The Pod Chase – 3:56
20. Sacrifice – 3:20
21. We All Got Dead People – 1:46
22. The Ballad of the Nova Corps. – 1:48
23. Groot Spores – 1:11
24. Guardians United – 2:46
25. The Big Blast – 3:05
26. Groot Cocoon – 2:29
27. Black Tears – 2:43
28. Citizens Unite – 1:15
29. A Nova Upgrade – 2:10